# Tower Infinity
Cheongna City Tower, Tower Infinity o Ecoprism Tower es una torre que se construirá cerca del aeropuerto de Incheon, justo a las afueras de Seúl, Corea del Sur. La torre quiere ser la primera torre invisible del mundo. La ilusión de invisibilidad se logrará con un sistema de fachada LED de alta tecnología. El edificio se construye principalmente para actividades de ocio y se extenderá sobre un área de 145.500 metros cuadrados. El diseño de GDS obtuvo el primer premio en un Concurso Nacional de Diseño patrocinado por la Corporación de Tierras y Viviendas de Corea. El gobierno surcoreano aprobó la construcción de la torre en septiembre de 2013.

## Filosofía de diseño
GDS ganó el concurso de diseño de la Corporación de Tierras de Corea en 2008 de 146 entradas de 46 países que buscaban encontrar un nuevo edificio que simbolizara la posición de Corea del Sur. En lugar de ir después de la altura decidieron llegar a algo innovador que simboliza Corea. En sitio web de GDS podemos leer
```
   
```

″The tower subtly demonstrates Korea's rising position in the world by establishing its most powerful presence through diminishing its presence. Korea will have a unique position of having the 'best' tower by having an 'anti-tower'.″

Junto con la propuesta de Torre Infinity, incluyeron este poema para mostrar su filosofía de diseño.

″Lo vemos y no lo vemos; es invisible.

Lo escuchamos y no lo oímos; es inaudible.
Lo tocamos y no lo sentimos; es intangible.
Estos tres eluden nuestras investigaciones, y por lo tanto se funden en uno.
No por su elevación, es brillante, no por su hundimiento, es oscuro.
Infinito y eterno, no puede definirse.
Regresa a la nada.
Esta es la forma de lo sin forma, el ser en el no-ser.

Es nebuloso y evasivo.″
 Lao-Tse, Dàodé jīng, capítulo 14

Aunque la altura no es el punto fuerte del edificio, la torre de 450  m será la sexta torre más alta del mundo y, a su vez, el tercer observatorio más alto del planeta.

## Invisibilidad
La torre tiene la intención de tener la capacidad de "desaparecer". La torre tendrá cámaras de alta definición colocadas en tres niveles diferentes en los seis lados de la torre. Las cámaras adquirirán imágenes en tiempo real. Estas imágenes serán procesadas y serán cosidas en una imagen monolítica que será proyectada por 500 filas de pantallas LED al otro lado del edificio, todo en tiempo real. Se proponen tres proyecciones a diferentes alturas en las tres secciones. El tono del LED determina la nitidez de la imagen - cuanto más corto sea el tono, más nítida será la imagen. Diferentes niveles de iluminación se utilizan para lograr diferentes grados de "invisibilidad".
Debido al arreglo del DIRIGIÓ pantallas, la torre aparecerá invisible de los puntos seguros únicos distribuyeron alrededor de la torre, variando de cercano la torre a Puente de Seúl, aproximadamente 2 kilómetros (1.2 mi) fuera. Las pantallas serán tan arregladas que la torre será visible de altitudes altas, como a aviones y pájaros.

## Funcionalidad
La función principal de la Torre Infinity es servir de referente para la diversión y el ocio. Con restaurantes, teatro en 4D, parques de agua y cines multimedia, sus vistas serán únicas en la ciudad. A la par, será un referente para la publicidad.